# 7 Dywizja Kawalerii (Imperium Rosyjskie)
7 Dywizja Kawalerii (ros. 7-я кавалерийская дивизия) – dywizja kawalerii Imperium Rosyjskiego.
Przed I wojną światową 7 DK wchodziła w skład 19 Korpusu Armijnego, a jej sztab w 1914 mieścił się we Włodzimierzu Wołyńskim.
W lipcu 1917 dowództwo dywizji objął gen. mjr Piotr Wrangel (w tym czasie I Brygadą dowodził gen. Zykow, a stanowisko szefa sztabu zajmował płk SG von Dreier). 

## Struktura organizacyjna
Organizacja w 1914
- 1 Brygada Kawalerii (Kowel)
  - 7 Kinburnski pułk dragonów (Kowel)
  - 7 Olwiopolski pułk ułanów (Hrubieszów)
- 2 Brygada Kawalerii (Włodzimierz)
  - 7 Białoruski pułk huzarów (Włodzimierz)
  - 11 pułk Kozaków Dońskich (Włodzimierz)
- 7 dywizjon artylerii konnej (Włodzimierz Wołyński)